# Else-Marthe Sørlie Lybekk
Else-Marthe Sørlie Lybekk (Gjøvik, 11 settembre 1978) è una pallamanista norvegese.

## Palmarès
Olimpiadi
- 2 medaglie:
  - 2 ori (Pechino 2008, Londra 2012)

Mondiali
- 3 medaglie:
  - 1 oro (Danimarca/Norvegia 1999)
  - 2 argenti (Italia 2001, Francia 2007)

Europei
- 4 medaglie:
  - 3 ori (Paesi Bassi 1998, Ungheria 2004, Svezia 2006)
  - 1 argento (Danimarca 2002)